# Vlad Marin
Vlad Nicolae Marin (n. 15 mai 1995, Râmnicu Vâlcea) este un fotbalist român legitimat la clubul Juventus Torino. Acesta evoluează pe postul de fundaș stânga.